# Edilberto Mérida Rodríguez
Edilberto Mérida Rodríguez, (Cusco, Perú, 24 de febrero de 1927-7 de junio de 2009) fue un artista peruano del siglo XX. 

## Biografía
Edilberto Mérida Rodríguez, nacido en el barrio de San Cristóbal (Cusco) en 1927, fue uno de los artistas cusqueños con mayor importancia y trascendencia del siglo XX contribuyendo, principalmente, al campo artesanal.
Su obra tiene aceptación mundial por tener un sello muy personal. Sin embargo, su trascendencia no radica solo en un estilo particular, sino en presentar problemáticas de índole social en relación con el campesino andino. Es un artista que se aleja de los imaginarios tradicionales mediante la creación de personajes grotescos con rasgos exagerados (cabeza, manos y pies) por lo que se le conoce como escultor del "barro de protesta".
Sus motivos de inspiración son, con frecuencia, religiosos, aunque también los de tipo costumbrista y de reivindicación popular. Es uno de los grandes expositores de la Sala de Arte Tradicional del Congreso de la República del Perú "Joaquín López Antay". Su obra hace parte de la colección permanente del Museo de Arte Contemporáneo de Cusco.

## Formación artística
Aunque sus obras han merecido notable reconocimiento nacional e internacional, su formación artística añade un elemento significativo a su trayectoria. Estudiante de la escuelita de Colcampata durante sus años de primaria e hijo de don Vicente Mérida, sastre y doña Susana Rodríguez tejedora. Edilberto no tuvo una propia formación artística académica, sino que sus inicios en las habilidades manuales partieron desde un ámbito poco revalorizado: el hogar y la necesidad familiar.  Ello es comentado por su hija María Antonieta Mérida quien comenta cómo practicaba la técnica del barro hasta quemar cada obra.No sería hasta 1977, cuando ya contaba con una carrera consolidada y reconocida, que decidió llevar estudios en la Escuela Regional de Bellas Artes del Cusco, donde se especializó en pintura, enriqueciendo así su obra artística.
Como joven adolescente, Edilberto va a la ciudad de Arequipa siguiendo su vocación artística y es ahí donde empieza el trabajo de carpintería y tallado en madera. Durante los años 50, asistió a talleres de artistas populares en la ciudad del Cusco. A partir de dichas concurrencias, es cuando se gesta el primer y rudimentario taller de esculturas de arcillas, al ser este el material más accesible para elaborar sus obras. Así, un joven Mérida empezaría a comercializar sus obras en diferentes ferias en donde suelen concurrir otros artistas.

### Los inicios de un artista: el Santurantikuy
Fue en 1960 que Edilberto Mérida presenta sus primeras obras a la tradicional feria de artesanos cusqueños “Santurantikuy”, organizada todos los años con ocasión de Navidad en la Plaza de Armas del Cusco y parte del patrimonio inmaterial cusqueño. Este espacio tradicional donde se reúnen cientos de artistas de todos los estratos sociales fue el escenario perfecto para forjar sus inicios en el arte, permitiéndole llevar sus obras desde su hogar hasta el público.
La Feria de Santurantikuy -además de ser la entrada al mercado artesanal de Mérida- sería  una oportunidad de dar a conocer su obra frente a académicos de la creación popular. Sería el académico, Amílcar Salomón, quien compraría su primera pieza. Posteriormente, el supervisor de la empresa estatal "Artesanías del Perú" se interesaría en su obra, lo cual permite la entrada de sus obras a la capital para lograr afianzar mayor notoriedad.Edilberto Mérida  junto con Hilario Mendívil y Antonio Olave tendrían reuniones para hablar de sus trabajos y exhibiciones en diversos espacios como la tradicional feria. Así, Mérida se instaura como parte de este grupo de artesanos quienes presentaban sus obras en la feria de Santurantikuy y ganarían un gran reconocimiento por ello.

## Inspiración religiosa y social
Es así que una tarde volviendo a su casa en el tradicional barrio de San Blasdecide esculpir la figura de una mujer campesina retratada con la intención de que de sus expresiones pueda evocar la marginación indígena que vivía un Perú de la época oligárquica. Así nace el famoso e internacionalmente conocido “barro de protesta”.

Las figuras de Edilberto Mérida cargan con una fuerte influencia religiosa en razón de la devoción y fe del artista por la Iglesia Católica. De esta manera, podemos ver cristos crucificados o desgarrados nacimientos y escenas con motivos religiosos todos con la caracterización particular de motivo grotesco con manos y pies grandes.
Su obra se circunscribió más bien al hombre del Ande, materializándose entonces diversas variantes de cargadores, campesinos descansando después de una ardua faena, mujeres vendedoras de chicha, músicos hombres y mujeres del campo levantando el puño en señal de lucha, y sobre todo sus Cristos crucificados 

### "El caricaturista de una raza"
“Edilberto Mérida: el caricaturista de una raza” fue el apodo que recibió por parte de la crítica en razón de la inspiración social reflejada en sus obras. La fama y el reconocimiento que construyó Edilberto Mérida se debe, en gran motivo, a la cuestión social que plasmaba en la caracterización de sus piezas. Hijo de una época de convulsas tensiones y exigencias sociales, la caricaturización de la raza andina cobró una merecida relevancia.
Su estilo artístico presentó características distintivas que lo hicieron resaltar entre el conjunto de artesanos cusqueños. Las grandes manos y pies simbolizan las herramientas de trabajo de los campesinos dedicados a labrar la tierra en el campo, mientras que su forma grotesca y expresiones de tristeza y desencanto no hacen más que reforzar la situación de dolor frente a las injusticias que se vivían en un país excluyente. Se trataba de un barro y un arte que protestaba frente a las injusticias sociales y retrataba un país que marginaba a una mitad de la población. De este modo, Edilberto ,érida es el creador de un estilo escultórico nuevo: "el grotesco".

## Premios y reconocimientos
1987 La Universidad de DePauw, EE. UU., le otorga el doctorado honoris causa en Bellas Artes.
1988 La Municipalidad del Cusco, Perú, le entrega la Medalla de la Ciudad.
1988 La Municipalidad del Cusco, Perú, le entrega la Medalla "Inca Garcilaso de la Vega".
1993 Recibe el Premio Nacional "Gran Maestro de la Artesanía Peruana" por el 'Ministerio de Industria, Turismo, Integración y Negociaciones Comerciales Internacionales'.
1998 Participa en la Primera Cumbre de Artesanía Europa-América Latina.
1998 Recibe la Medalla del Congreso de la República del Perú, otorgada por el presidente del Congreso.
1999 Es nominado al premio "Príncipe de España". 
1999 Participa en la Conferencia Mundial de Teología y Arte organizada por la Universidad de Notre Dame, EE. UU.
2002 Es reconocido como Patrimonio Cultural Vivo de la Nación por el Instituto Nacional de Cultura del Perú.
2007 Es condecorado con la Orden "El Sol del Perú" en el grado de Comendador por el gobierno peruano.